# Риханд
Риха́нд (англ. Rihand; также — Рехар, англ. Rehar) — река в центральной части Индии, течёт по территории штатов Чхаттисгарх и Уттар-Прадеш. Правый приток среднего течения реки Сон. Относится к бассейну Ганга.
Длина реки составляет около 250 км. Площадь водосборного бассейна — около 12,5 тысяч км².
Начинается в северной части штата Чхаттисгарх на высоте около 1100 м над уровнем моря. Протекает через плато Чхота-Нагпур и Багхелкханд. Впадает в Сон на высоте около 175 м над уровнем моря, у населённого пункта Чопан.
Максимум стока приходится на период с июля по сентябрь. Средний расход воды — около 200 м³/c.
В 1950-х годах у населённого пункта Пипри в нижнем течении на реке была построена плотина, образовавшая водохранилище площадью свыше 460 км².
Вода используется для орошения и выработки электроэнергии.